# アリューシャン山脈
アリューシャン山脈（アリューシャンさんみゃく、英語: Aleutian Range）とは、アメリカ合衆国アラスカ州南部アラスカ山脈の延長線にある山脈である。また、南西に伸びるアラスカ半島の主要な山脈になっている。

## 地理
山脈は南西に行くほど次第に低くなって、点在するアリューシャン列島となる。この山脈内には19,122㎢の面積をもつカトマイ国立公園がある。また、道路のない荒野が広がる。
主に3つの山脈に分けられる。
- アラスカ半島とウニマク島の山地
- チグミット山脈
- ニコラ山脈

## 上陸方法
国立公園は、ボートや飛行機を使う手段他ない。